# 왕육
왕육(王育, ? ~961년 이후)은 왕평달(王平達)과 본처(本妻)의 아들이자 고려(高麗) 초기의 호족(豪族)이며 태조 왕건(太祖 王建)의 사촌동생(四寸東甥)이고 고려(高麗) 왕족(王族)이다. 본관은 개성(開城)

## 생애
고려 초기의 왕족 태조 왕건의 사촌동생 왕신의 아우로 왕식렴과 동복 형제로 추정되기도 한다.
926년 음력 4월 고려에 머물고 있던 견훤의 사위인 진호가 갑자기 죽자 견훤도 고려에서 인질로 보낸 왕신을 죽이고 군사를 일으켜 고려를 공격하게 된다. 이후 왕신의 시신은 927년 음력 1월 후백제가 고려로 인도했고 이를 왕육이 맞이했다고 한다.
961년 광종이 궁궐을 수리하면서 정광(正匡) 왕육(王育)의 집에서 지냈다는 기록이 있다.

## 가계
- 조부 : 의조(懿祖)
- 조모 : 원창왕후(元昌王后)
- 아버지 : 왕평달(王平達)
- 어머니 : 미상
  - 형 : 왕식렴(王式廉, ?~949)
  - 형 : 왕신(王信, ?~926)

## 왕육이 등장한 작품
- 《제국의 아침》 (KBS, 2002년~2003년, 배우: 민욱)